# The Distillers
The Distillers byla americká punková hudební skupina.
Kapela byla založena v roce 1998 zpěvačkou a kytaristkou Brody Dalle, kytaristkou Rose Casper, bubeníkem Mattem Youngem a baskytaristkou Kim Chi. V roce 2000 vydala u společnosti Epitaph eponymní debut, který následovala ve stejném roce druhá deska Sing Sing Death House. V roce 2002 odešla baskytaristka Kim Chi a byla nahrazena Ryanem Sinnem. Vzápětí odešli Matt Young i Rose Casper. Do kapely tak přišel nový bubeník a sestava se ustálila na trojici Brody Armstrong (kytara/zpěv), Ryan Sinn (baskytara) a Andy Granelli (bicí).
V roce 2003 skupina nahrála třetí desku Coral Fang, která již nevychází u Epitaphu, ale u společnosti Sire. V této době se ke kapele připojil čtvrtý člen – Tony Bevilacqua (kytara, doprovodné vokály). Frontmanka Brody se po rozvodu se zpěvákem a kytaristou skupiny Rancid Timem Armstrongem vrátila ke svému dívčímu jménu Dalle. V roce 2005 opustili kapelu Ryan Sinn a Andy Granelli. V současnosti se Distillers skládá pouze z Brody Dalle, která se znovu vdala a narodila se jí dcera, a Tony Bevilacqua. Skupina přerušila svou činnost. Brody Dalle a Tony Bevilacqua založili novou kapelu s názvem Spinnerette, která hraje alternativní rock.

## Diskografie

### Studiová alba
The Distillers (2000)
Sing Sing Death House (2000)
Coral Fang (2003)

### Singly
The Young Crazed Peeling (2002)
City of Angels (2002)
Drain the Blood (2003)
The Hunger (2004)
Beat Your Heart Out (2004)